# Rivière Jacquère
Rivière Jacquère är ett vattendrag i Kanada.   Det ligger i provinsen Québec, i den östra delen av landet, 1 900 km norr om huvudstaden Ottawa.
Omgivningarna runt Rivière Jacquère är i huvudsak ett öppet busklandskap. Trakten runt Rivière Jacquère är nära nog obefolkad, med mindre än två invånare per kvadratkilometer.